# Il ritorno di Casanova
Il ritorno di Casanova és una pel·lícula italiana dirigida per Pasquale Festa Campanile en 1978 amb un guió basat en el relat Casanovas Heimfahrt d'Arthur Schnitzler. Fou produïda per la Rai i emesa com a minisèrie de dos episodis per televisió el 1980. Prèviament fou projectada com a part de la selecció oficial al Festival Internacional de Cinema de Sant Sebastià 1978.

## Sinopsi
El famós erudit, escriptor i canalla, Giovanni Giacomo Casanova de Salingalt (1725-1798), conegut com a "Casanova", és conegut sobretot per les gestes romàntiques que va autoreivindicar a les seves memòries. En aquesta pel·lícula espera saber si les autoritats li permetran passar els darrers anys a Venècia, la ciutat del seu naixement. Mentre espera, una coneguda amant de mitjana edat sense diners se li acosta a través d'un conegut que el convida a quedar-se a la seva finca. Afegint picardia a la invitació, la dona del seu amfitrió va ser una de les seves moltes conquestes dels anys anteriors.

## Repartiment
- Giulio Bosetti
- Mirella D'Angelo
- Piero Vida
- Maria Grazia Spina
- Francesca Marciano
- Enzo Robutti
- Bianca Toccafondi
- Ettore Carloni
- Pietro Tordi
- Carlo Simoni
- Dino Emanuelli